# Willi Skamira
Willi Skamira (* 7. März 1897 in Landsberg an der Warthe; † 22. Januar 1945 im Zuchthaus Brandenburg-Görden, Brandenburg an der Havel) war ein deutscher Politiker (KPD).

## Leben und Wirken
Skamira wurde 1897 als Sohn eines Holzarbeiters geboren. Nach dem Besuch der Volksschule absolvierte Skamira eine Lehre zum Zimmermann. Im Ersten Weltkrieg wurde er als Infanterist und Pionier an der Westfront eingesetzt.
Nach Kriegsende lebte Skamira als Händler in Egloffstein. In der Weimarer Zeit gehörte Skamira zunächst der Sozialdemokratischen Partei Deutschlands (SPD) an. 1928 wechselte er in die Kommunistische Partei Deutschlands (KPD). In der KPD widmete Skamira sich besonders der politischen Arbeit auf dem Land, insbesondere in der Neumark. 1931 erläuterte er beispielsweise in zahlreichen Versammlungen in ländlichen Gebieten das 1931 von der KPD unterbreitete Bauernhilfsprogramm.
Im Juli 1932 wurde Skamira als Kandidat seiner Partei für den Wahlkreis 3 (Potsdam II) in den Reichstag gewählt, dem er bis zu den Novemberwahlen desselben Jahres angehörte.
Nach der „Machtergreifung“ der Nationalsozialisten wurde Skamira im März 1933 verhaftet und ab Frühsommer des Jahres bis März 1934 im KZ Sonnenburg festgehalten. Im Frühjahr 1944 kam Skamira erneut in Kontakt mit der kommunistischen Untergrundbewegung in Deutschland, die zu dieser Zeit an ihn herantrat. Im August 1944 wurde er abermals verhaftet.
Am 15. Dezember 1944 wurde Skamira vom Volksgerichtshof wegen Vorbereitung zum Hochverrat, Feindbegünstigung und Wehrkraftzersetzung zum Tode verurteilt. Nachdem ein von ihm eingereichtes Gnadengesuch abgelehnt worden war, wurde Skamira am 22. Januar im Zuchthaus Brandenburg mit dem Fallbeil hingerichtet. Am 26. Januar unterrichtete der Oberreichsanwalt Skamiras Witwe über die Vollstreckung des Todesurteils und untersagte die Veröffentlichung einer Todesanzeige.

## Gedenken

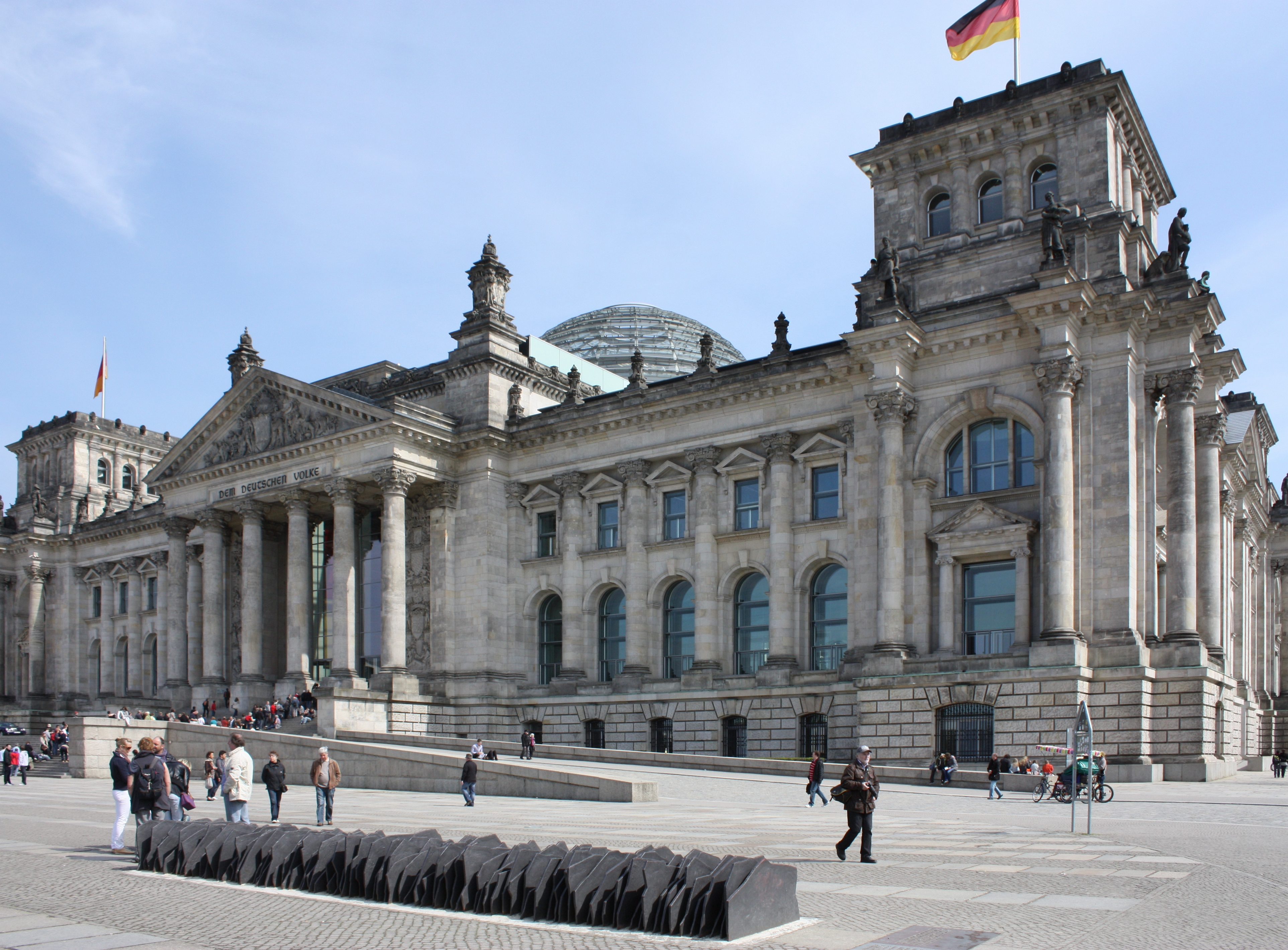
Gedenktafeln am Reichstag

Nach dem Ende der nationalsozialistischen Herrschaft wurde Skamiras Urne schließlich im September 1945 auf dem Kalkberger Friedhof beigesetzt. Der dort an ihn erinnernde Gedenkstein trägt außer einer deutschen auch eine französische Aufschrift, was wahrscheinlich Skamiras Freundschaft mit französischen Mitgefangenen im Zuchthaus zuzuschreiben ist. Seit 1992 erinnert in Berlin in der Nähe des Reichstags eine der 96 Gedenktafeln für von den Nationalsozialisten ermordete Reichstagsabgeordnete an Skamira.